# Antonio Segni
Antonio Segni (Sassari, 1891. február 2. – Róma, 1972. december 1.) olasz politikus. Antonio Segni volt Olaszország 34. miniszterelnöke (1955–1957, 1959–1960), továbbá az Olasz Köztársaság 4. elnöke 1962–1964-ig.

## Életrajza

### Felemelkedése
Antonio Segni gazdag nemes családból származott, Sassari városból, Szardíniából. Mezőgazdasági és kereskedelmi jogi ügyvéd diplomát szerzett. 1919-ben csatlakozott az Olasz Néppárthoz, mely az olasz kereszténydemokrata párt elődje volt. 1924-ben a párt nemzeti tanácsának tagja volt, míg Mussolini fel nem oszlatta az összes politikai szervezetet 1926-ban.
1943-ban Segni volt az új kereszténydemokrata párt egyik alapító tagja. 1944-től folyamatosan különböző miniszteri pozíciókat birtokolt a kormányokban. 1946-ban beválasztották az Alkotmányozó Gyűlésbe, majd 1948-ban a parlamentbe.

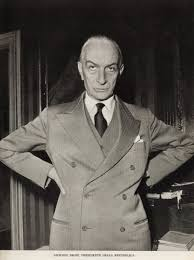

### Miniszterelnöki időszaka
Segni mezőgazdasági miniszterként szerezte meg hírnevét Alcide De Gasperi kormányzása alatt. Pártolta a földreformról szóló törvényeket és saját birtokai jelentős részének újraelosztását is elrendelte Szardínián. „Fehér Bolsevik” néven emlegették az általa benyújtott földreform miatt.
1955-ben választották miniszterelnökké, elnöksége alatt Olaszország társalapítóként megalapította az Európai Gazdasági Közösséget 1957-ben. 1959-ben újra miniszterelnök lett, második elnökségének ideje alatt szociálpolitikai intézkedései voltak jelentősek.

### Köztársasági elnöki időszaka
1962-ben megválasztották az Olasz Köztársaság elnökévé. 1964-ben, 72 évesen, súlyos agyvérzése volt, amelyből csak részlegesen tudott felgyógyulni, majd az év végén nyugdíjba vonult.
1972. december 1-jén hunyt el. Fia, Mario Segni szintén politikus lett.

## Fordítás
- Ez a szócikk részben vagy egészben  az   Antonio Segni című angol Wikipédia-szócikk fordításán alapul.  Az eredeti cikk szerkesztőit annak laptörténete sorolja fel. Ez a jelzés csupán a megfogalmazás eredetét és a szerzői jogokat jelzi, nem szolgál a cikkben szereplő információk forrásmegjelöléseként.